# Askola kyrkoby
Askola kyrkoby (finska: Askolan kirkonkylä) är en tätort (finska: taajama) och centralort i Askola kommun i landskapet Nyland i Finland. Vid tätortsavgränsningen den 31 december 2021 hade Askola kyrkoby 1 320 invånare och omfattade en landareal av 5,82 kvadratkilometer.